# 卞翠屏
卞翠屏（1945年1月—），湖南永州人。中国共产党党员。焦作矿业学院（今河南理工大学）采煤系毕业，大学学历。中华人民共和国政治人物。

## 生平
历任中共湖南省零陵县委宣传部部长、县长，县级永州市市长，零陵地区行政公署计划委员会主任、副专员、地委委员、常务副专员、地委副书记、专员，永州市委副书记、市长，湘潭市委书记等职。2003年2月，调任中共湖南省委办公厅特邀顾问。2008年8月退休。